# 1816 en science
| Années de la science : 1813 - 1814 - 1815 - 1816 - 1817 - 1818 - 1819    |
| Décennies de la science : 1780 - 1790 - 1800 - 1810 - 1820 - 1830 - 1840 |

Cet article présente les faits marquants de l'année 1816 en science.

## Évènements

Arrivée de Londres a Paris le 29 mars 1816 du bateau a vapeur lÉlise.

- 25 mars : Augustin Fresnel présente à l'Académie son deuxième mémoire sur la diffraction de la lumière, où l'on examine particulièrement le phénomène des franges colorées que présentent les ombres des corps éclairés par un point lumineux[1].

- Mai : le géologue britannique John Farey publie une lettre dans le Philosophical Magazine intitulée On a curious property of vulgar fractions (Propriété curieuse des fractions ordinaires) à propos des suites de Farey ; cette note est lue à l'Académie des sciences par Augustin Louis Cauchy le 22 juillet[2]. Cauchy en donne la preuve dans un article intitulé Démonstration d'un théorème curieux sur les nombres publié dans le bulletin de la Société philomathique de Paris en août[3], repris dans ses Exercices de mathématique en 1826.

- 13 juin : date retenue pour la création des Jardins botaniques royaux de Sydney par le gouverneur Lachlan Macquarie[4].
- 5 juillet : partie de Deptford le 25 février, une expédition britannique conduite par James Kingston Tuckey atteint l'embouchure du fleuve Congo et le remonte jusqu'aux chutes de Yelala (5 août). Le 4 octobre, Tuckey meurt de la malaria avec seize autres membres de son équipage. L'expédition ramène de nombreux spécimens, dont une collection de plus de 600 espèces de plantes étudiées par le botaniste Robert Brown[5]. Elle inaugure la période des « explorations scientifiques » du XIXe siècle en Afrique centrale et australe.

- Dans son article On a curious property of vulgar functions publié dans le Philosophical Magazine, John Farey conjecture l'existence de la suite qui portera son nom[6].

## Publications
- Gotthelf Fischer von Waldheim : Essai sur la turquoise et sur la calaïte sur Google Livres
- William Smith : Strata identified by organized fossils : containing prints on colored paper of the most characteristic specimens in each stratum.
- Jean-Baptiste de Lamarck : Histoire naturelle des animaux sans vertèbres.
- Gotthelf Fischer von Waldheim publie à Moscou son Essai sur la turquoise et sur la calaïte, premier écrit scientifique sur ces minéraux.

## Prix
- 8 janvier : Sophie Germain reçoit le Prix de l'Académie des Sciences pour sa théorie mathématique des surfaces élastiques et son application à l'expérience de Chladni.
- Médailles de la Royal Society
  - Médaille Rumford : Humphry Davy

## Naissances

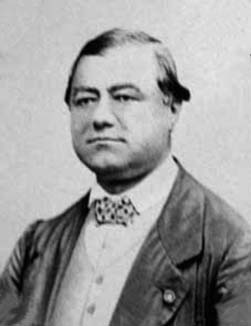
Charles-Eugène Delaunay.

- 2 janvier : Anastasie Fătu (en) (mort en 1886), physicien et naturaliste moldave et roumain.
- 7 février : Jean Frédéric Frenet (mort en 1900), mathématicien, astronome et météorologue français.
- 27 février : Gustave Charles Ferdinand de Bonstetten (mort en 1892), archéologue suisse.
- 9 avril : Charles-Eugène Delaunay (mort en 1872), astronome et mathématicien français.
- 31 mai : William Parker Foulke (mort en 1865), paléontologue américain.
- 21 juin - Anders Sandøe Ørsted (mort en 1872), botaniste danois.
- 7 juillet : Johann Rudolf Wolf (mort en 1893), astronome suisse.
- 18 juillet : Maurice Block (mort en 1901), statisticien et économiste d’origine prussienne, naturalisé français.
- 19 juillet : Hermann Schaaffhausen (mort en 1893), anthropologue allemand.
- 20 juillet : William Bowman (mort en 1892), chirurgien et ophtalmologiste.
- 8 août : Filippo Parlatore (mort en 1877), botaniste italien.
- 21 août : Charles Frédéric Gerhardt (mort en 1856), chimiste alsacien.
- 5 septembre : Charles Tulasne (mort en 1884), mycologue et médecin français.
- 7 septembre : Ferdinand von Hebra (mort en 1880), médecin et dermatologue autrichien.
- 11 septembre : Carl Zeiss (mort en 1888), ingénieur-opticien, fondateur de la société Carl Zeiss.
- 15 septembre : Charles Thomas Newton (mort en 1894), archéologue britannique.
- 21 septembre : Adrien Prévost de Longpérier (mort en 1882), numismate et archéologue français.
- 26 septembre : Paul Gervais (mort en 1879), zoologiste et paléontologue français.
- 1er octobre : Ariodante Fabretti (mort en 1894), archéologue et homme politique italien.
- 15 octobre : Antoine Béchamp (mort en 1908), médecin, chimiste et pharmacien français.
- 24 novembre : William Crawford Williamson (mort en 1895), naturaliste britannique.
- 25 novembre : Lewis Morris Rutherfurd (mort en 1892), homme de loi puis astronome américain.
- 4 décembre : Benjamin Silliman Jr. (mort en 1885), chimiste américain.
- 13 décembre : Werner von Siemens (mort en 1892), ingénieur allemand.
- 29 décembre : Carl Ludwig (mort en 1895), médecin et physiologiste allemand.

## Décès

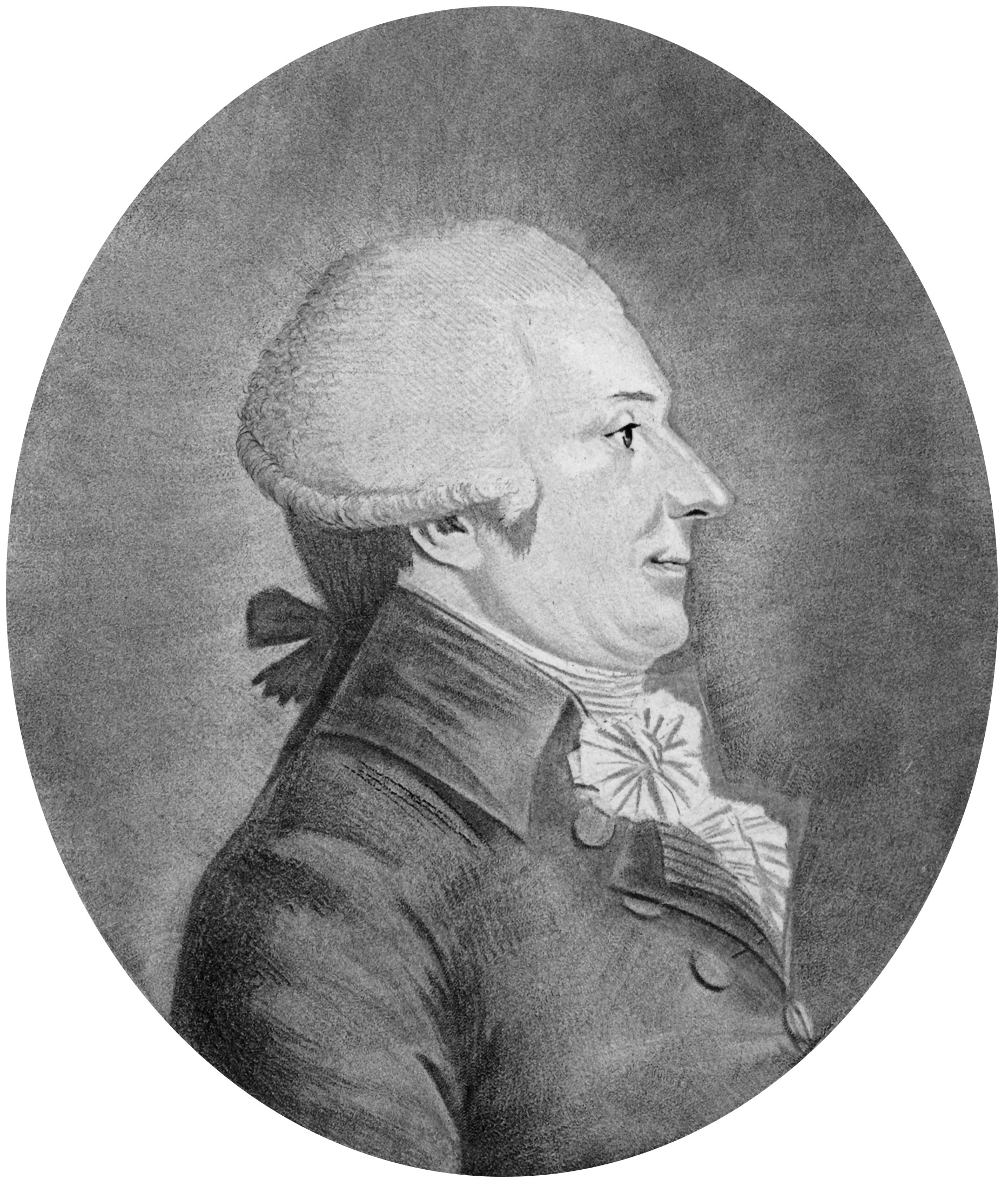
Guyton de Morveau.

- 2 janvier : Louis-Bernard Guyton de Morveau (né en 1737), chimiste français.
- 16 janvier : Jacques René Tenon (né en 1724), chirurgien français.

- 12 mars : Jacques-Pierre Champy (né en 1744), chimiste français.
- 23 mars : Georg Friedrich Hildebrandt (né en 1764), pharmacien, chimiste et anatomiste allemand.
- 4 mai : Hipólito Ruiz López (né en 1754), botaniste espagnol.
- 27 juin : Domenico Agostino Vandelli (né en 1735), naturaliste italien.

- 6 août : Antonio Cagnoli (né en 1743), homme politique, astronome et mathématicien italien.
- 22 août : Pierre-Antoine Mougin (né en 1735), astronome français.
- 29 août : Johann Hieronymus Schröter (né en 1745), astronome allemand.

- 4 septembre : John Cranch (né en 1758), naturaliste et explorateur britannique.
- 27 septembre : Edward Charles Howard (né en 1774), chimiste britannique.
- 28 septembre : Edward Howard (né en 1774), chimiste anglais